# Syzeton atronatatus
Syzeton atronatatus is een keversoort uit de familie schijnsnoerhalskevers (Aderidae). De wetenschappelijke naam van de soort werd in 1917 gepubliceerd door Maurice Pic.